# Louis Pahlow
Louis Pahlow (* 28. September 1970 in Gießen) ist ein deutscher Rechtswissenschaftler und seit 2012 Inhaber des Lehrstuhls für Neuere und Neueste Rechtsgeschichte, Zivilrecht und Gewerblichen Rechtsschutz an der Goethe-Universität Frankfurt am Main.

## Leben
Pahlow studierte von 1990 bis 1998 Rechtswissenschaften, mittelalterliche und neuere Geschichte an den Universitäten in Gießen, Bayreuth und München. Nach seinem ersten juristischen Staatsexamen 1995 war er in München und Bayreuth als wissenschaftlicher Mitarbeiter tätig. Anschließend absolvierte er das Referendariat am Oberlandesgericht München. 1998 wurde er am Fachbereich Rechtswissenschaft der Universität Gießen promoviert. Die Promotionsschrift erschien 2000 unter dem Titel „Justiz und Verwaltung. Zur Theorie der Gewaltenteilung im 18. und 19. Jahrhundert“.
Nach seinem zweiten juristischen Staatsexamen war er als Assistent bei Diethelm Klippel in Bayreuth tätig und habilitierte sich 2005 mit einer Arbeit über „Lizenz und Lizenzvertrag im Recht des Geistigen Eigentums“. Pahlow erhielt die venia legendi für die Fächer Bürgerliches Recht, Gewerblicher Rechtsschutz und Urheberrecht, Deutsche Rechts- und Verfassungsgeschichte und Privatrechtsgeschichte der Neuzeit.
Von 2007 bis 2009 war Pahlow Professor an der Universität Mannheim und dort Mitbegründer und Vorsitzender des Interdisziplinären Zentrums für Geistiges Eigentum an der Universität Mannheim e. V. An der Universität des Saarlandes hatte er 2009–2012 eine Professur inne. Seit 2012 ist er Professor an der Goethe-Universität Frankfurt am Main, wobei sein Forschungsschwerpunkt neben den Kernfächern des Zivilrechts mit den Bezügen zum Gewerblichen Rechtsschutz insbesondere auf der Neueren und Neuesten Rechts- und Verfassungsgeschichte liegt.
Er ist Mitglied im Leitungsgremium der International Max-Planck-Research School for Comparative Legal History, Dozent für Zivilrecht (EMAT) und Intellectual Property Law (MBA Mannheim/Shanghai) an der Mannheim Business School und Teilherausgeber für den Bereich Rechtswissenschaft der Enzyklopädie der Neuzeit.

## Mitgliedschaften
- Wissenschaftlicher Beirat des Interdisziplinären Zentrums für Geistiges Eigentum an der Universität Mannheim e. V.
- Deutscher Hochschulverband
- Vereinigung für Verfassungsgeschichte
- Deutscher Historikerverband
- Zivilrechtslehrervereinigung
- Deutsche Vereinigung für Gewerblichen Rechtsschutz und Urheberrecht e. V.

## Veröffentlichungen (Auswahl)
- mit André Steiner: Die Carl-Zeiss-Stiftung in Wiedervereinigung und Globalisierung 1989 bis 2004. Göttingen: Wallstein 2017, ISBN 978-3-8353-3084-9.
- Lizenz und Lizenzvertrag im Recht des geistigen Eigentums, Tübingen: Mohr Siebeck 2006, ISBN 978-3-16-148937-2.
- Justiz und Verwaltung. Zur Theorie der Gewaltenteilung im 18. und 19. Jahrhundert, Goldbach: Keip 2000, ISBN 978-3-8051-0886-7.